# Benderli Mehmed Selim Sırrı Pascha
Benderli Selim Sırrı Pascha (* 1771 in Bendery, heute Transnistrien; † 1831 in Istanbul, Osmanisches Reich) regierte vom 15. September 1824 bis zum 26. Oktober 1828 unter Sultan Mahmut II. als Großwesir. Der militärische Einsatz unter seiner Führung gegen den Freiheitskampf der Griechen war erfolglos. Die Niederlage der osmanisch-ägyptischen Flotte von 1827 in der Schlacht von Navarino fiel in seine Amtszeit.
Im Gegensatz zu Benderli Ali Pascha wurde er nicht hingerichtet; von 1828 bis 1831 amtierte er noch als Generalgouverneur von Rumelien (Balkan-Provinzen des Osmanischen Reiches) und 1830–1831 als Wali von Damaskus (Syrien).